# Colobosauroides
Colobosauroides este un gen de șopârle din familia Gymnophthalmidae.

Cladograma conform Catalogue of Life:
| Colobosauroides | \| \| Colobosauroides carvalhoi \| \| \| \| \| \| Colobosauroides cearensis \| \| \| \| |
|                 | \| \| Colobosauroides carvalhoi \| \| \| \| \| \| Colobosauroides cearensis \| \| \| \| |
|                 | Colobosauroides carvalhoi                                                               |
|                 |                                                                                         |
|                 | Colobosauroides cearensis                                                               |
|                 |                                                                                         |